# Inteiro sem fator quadrático
Em matemática, um inteiro sem fator quadrático ou livre de quadrados ou, ainda, um quadratfrei, é um número inteiro que não é múltiplo de nenhum quadrado perfeito.

## Exemplos
- {\displaystyle 8\,} não é livre de fator quadrático, pois é divisível por {\displaystyle 4=2^{2}\,}
- {\displaystyle 1,2,3,5,6,7,10,11,13,14,15,17,19,21,22,23,26,29,30,31,33,34,35,37,38,39,41\,} são inteiros sem fator quadrático.

## Fatoração
O teorema fundamental da aritmética permite-nos caracterizar um número livre de fator quadrático através da sua fatoração padrão:
{\displaystyle n=\prod _{n=1}^{\infty }p_{n}^{e_{n}}\,}
onde {\displaystyle p_{n}\,} represento o enésimo número primo. {\displaystyle n\,} é um inteiro sem fator quadrático se e somente se {\displaystyle e_{n}=0{\hbox{ ou }}1,~~\forall n}.